# Tournefortia sibirica
Tournefortia sibirica är en strävbladig växtart som beskrevs av Carl von Linné. Tournefortia sibirica ingår i släktet Tournefortia och familjen strävbladiga växter. Utöver nominatformen finns också underarten T. s. angustior.